# Medový Újezd
Medový Újezd je obec v okrese Rokycany v Plzeňském kraji. Žije v ní 280 obyvatel. Poblíž vesnice se nachází přírodní památka Medový Újezd.

## Název
V letech 1869–1890 nesla název Medový Oujezd, od roku 1900 se nazývá Medový Újezd.

## Historie
První písemná zmínka o vesnici pochází z roku 1336, kdy ji koupili Rožmberkové k panství Strašice. Od husitských válek náležela k panství Zbiroh, v 16. století patřila Lobkovicům, od roku 1594 královské komoře. Obec je rozdělena na horní (Na drahách) a dolní část (Průhon). Historicky starší dolní část obce navazuje na bývalé naleziště zkamenělin.

## Obyvatelstvo
| Rok            | 1869 | 1880 | 1890 | 1900 | 1910 | 1921 | 1930 | 1950 | 1961 | 1970 | 1980 | 1991 | 2001 | 2011 | 2021 |
| -------------- | ---- | ---- | ---- | ---- | ---- | ---- | ---- | ---- | ---- | ---- | ---- | ---- | ---- | ---- | ---- |
| Počet obyvatel | 392  | 356  | 418  | 464  | 462  | 431  | 468  | 395  | 386  | 352  | 290  | 232  | 185  | 222  | 261  |
| Počet domů     | 42   | 45   | 56   | 56   | 62   | 59   | 90   | 110  | 104  | 106  | 101  | 115  | 117  | 130  | 146  |

## Obecní správa
Mezi lety 1869–1950 Medový Újezd byl obcí v okrese Hořovice (1869–1890) a později v okrese Rokycany. V letech 1961–1985 patřil jako čast města k Mýtu. Od 1. ledna 1986 do 31. prosince 1991 patřil jako část obce k Holoubkovu a od 1. ledna 1992 je opět samostatnou obcí. V roce 1869 k obcí patřil Holoubkov.

### Obecní symboly
Znak a vlajka byly obci uděleny rozhodnutím předsedkyně Poslanecké sněmovny Parlamentu České republiky dne 18. května 2012.

## Pamětihodnosti
- Zaniklý hrad Vimberk
- Kaple na návsi
- Venkovská usedlost čp. 9
- Venkovské usedlosti čp. 4, 12 a 15

## Osobnosti
- Josef Maxa (1891–1943), voják